# Truismus
Unter einem Truismus (engl. truism von true, ‚wahr‘) versteht man gewöhnlich eine Binsenwahrheit, einen Gemeinplatz oder eine nicht überprüfbare Wahrheit.
- Psychologie: In der Sozialpsychologie sind Truismen von bestimmten Gesellschaftsgruppen allgemein akzeptierte Aussagen, die somit schwer widerlegt und kaum nachgeprüft werden.[2]

- Philosophie: In der Philosophie sind es solche Aussagen, die sich in einer Umformulierung von allgemein anerkannten Definitionen, Axiomen und Theoremen ableiten. Dabei kann ein Truismus eine Tautologie sein oder eine Definition, die schon von sich aus wahr ist. Beispiele sind die Aussagen „Unter gegebenen Voraussetzungen ist die Erde rund“, oder „Alle Kugeln sind rund“.

- Rhetorik: Truismen bezeichnen auch rhetorische Stilmittel, die durch die irreführende Bezugnahme auf anerkannte Wahrheiten Halbwahrheiten decken.[3]